# Reprezentacja Litwy na Mistrzostwach Europy w Wioślarstwie 2009
Reprezentacja Litwy na Mistrzostwach Europy w Wioślarstwie 2009 liczyła 16 sportowców. Najlepszym wynikiem było 1. miejsce w jedynce mężczyzn.

## Medale

### Złote medale
jedynka mężczyzn (M1x): Mindaugas Griškonis

### Srebrne medale
Brak

### Brązowe medale
Brak

## Wyniki

### Konkurencje mężczyzn
- jedynka (M1x): Mindaugas Griškonis – 1. miejsce
- dwójka bez sternika (M2-): Saulius Ritter, Rolandas Maščinskas – 8. miejsce
- dwójka podwójna wagi lekkiej (LM2x): Andrej Jakubovskij, Artūras Trukšinas – 12. miejsce
- czwórka podwójna (M4x): Gytis Ruzgys, Nerijus Vasiliauskas, Algirdas Bendaravičius, Mykolas Masilionis – 10. miejsce
- czwórka bez sternika wagi lekkiej (LM4-): Tomas Plauška, Petras Leknius, Mantas Leknius, Vygantas Viršilas – 11. miejsce

### Konkurencje kobiet
- jedynka (W1x): Donata Vištartaitė – 7. miejsce
- dwójka podwójna (W2x): Lina Šaltytė, Gabrielė Albertavičiūtė – 8. miejsce